# Tod man pla

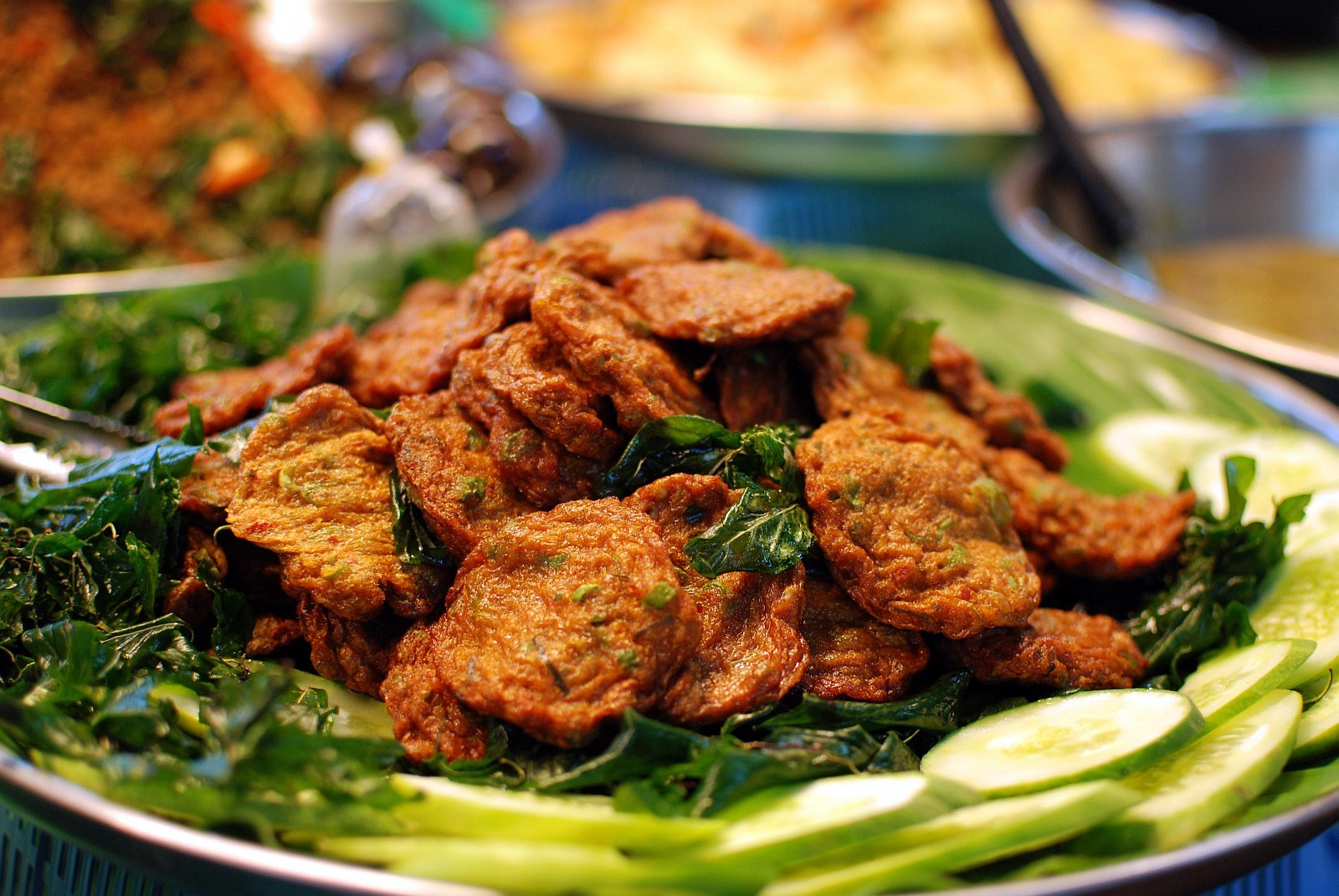
Tod man pla op gefrituurde basilicumblaadjes

Tod man pla (Thai: ทอดมันปลา) is een gefrituurd viskoekje dat in Thailand heel populair is als streetfood. In Thailand betekent 'tod man' gefrituurd en 'pla' betekent vis.
Dit gerecht wordt in heel Thailand veel gegeten en bevat witvis, rode curry, vissaus en limoenblad. In Thailand gebruikt men Pla Grai maar er kan ook andere vette visfilet gebruikt worden.